# Reinhold Schünzel
Reinhold Schünzel (Amburgo, 7 novembre 1888 – Monaco di Baviera, 11 settembre 1954) è stato un attore, regista, sceneggiatore e produttore cinematografico tedesco.
Usò anche lo pseudonimo Richard Scheer.

## Biografia
Dopo aver seguito studi di formazione aziendale, Reinhold Schünzel approdò nel mondo artistico, recitando in teatro ad Amburgo, Berna e Berlino. Il suo debutto sullo schermo risale al 1916 con Carl Froelich. Fu notato da Richard Oswald che gli affidò nei suoi film il ruolo del cattivo a fianco di attori come Anita Berber, Werner Krauß e Conrad Veidt. Nel 1919 fu il partner di Veidt in Anders als die Andern, uno dei capisaldi dell'omosessualità raccontata positivamente al cinema; nel film, Schünzel interpretava il ricattatore che distruggeva la vita del protagonista.
Nel 1918 Schünzel aveva cominciato a fare anche il regista. Negli anni venti, diresse una serie di commedie di cui fu anche interprete. L'avvento del sonoro mise in maggior risalto il suo talento comico in film brillanti come Viktor und Viktoria del 1933 o Amphitryon del 1935. Nel 1931 era stato il capo della polizia Tiger Brown in Die 3-Groschen-Oper di Pabst, ma, alla salita al potere dei nazisti, incontrò dei problemi e poté lavorare solo con un permesso speciale perché era considerato halbjude, mezzo-ebreo. Nel 1937 emigrò negli Stati Uniti, paese che in realtà non sopportava, dove prese parte ad alcuni importanti film, come Anche i boia muoiono di Fritz Lang e Notorious - L'amante perduta di Hitchcock.
Nel 1949 ritornò in Germania, ma rimase sorpreso e deluso dalle pastoie burocratiche e dalle regole che gli ricordavano quelle che gli avevano impedito di lavorare ai tempi del Terzo Reich. Dopo la guerra, non diresse più film: ritornò a recitare in teatro a Monaco e, al cinema, in piccoli ruoli. Nel 1954 ricevette il Bundesfilmpreis come miglior attore non protagonista per il suo ruolo in un film di Gerhard Lamprecht.
Dal suo matrimonio con l'attrice Hanne Brinkmann è nata una figlia, Annemarie. Anche lei attrice, negli Stati Uniti prese il nome di Marianne Stewart, sposando poi l'attore Louis Calhern.

## Filmografia

### Attore
- Bubi ist eifersüchtig, regia di Hanna Henning (1916)
- Werner Krafft, regia di Carl Froelich (1916)
- Seine kokette Frau, regia di Hubert Moest (1916)
- Das Geständnis der grünen Maske, regia di Max Mack (1916)
- Der chinesische Götze - Das unheimliche Haus, 3. Teil, regia di Richard Oswald (1916)
- Freitag, der 13. - Das unheimliche Haus, 2. Teil, regia di Richard Oswald (1916)
- Ihr liebster Feind, regia di Fritz Bernhardt (1916)
- Die Stricknadeln, regia di Hubert Moest (1916)
- Im Banne des Schweigens, regia di Hanna Henning (1916)
- Benjamin, der Schüchterne, regia di William Karfiol (1916)
- Das Nachtgespräch, regia di Adolf Gärtner (1917)
- Der neueste Stern vom Variété, regia di Franz Eckstein e Rosa Porten (1917)
- Die Erzkokette, regia di Franz Eckstein e Rosa Porten (1917)
- Der Schloßherr von Hohenstein, regia di Richard Oswald (1917)
- Höhenluft, regia di Rudolf Biebrach (1917)
- Das Armband, regia di Hubert Moest (1918)
- Gräfin Küchenfee, regia di Robert Wiene (1918)
- Auf Probe gestellt, regia di Rudolf Biebrach (1918)
- Im Schloß am See, regia di Eugen Burg (1918)
- Kain, regia di Bruno Rahn e Walter Schmidthässler (1918)
- Frühlingsstürme im Herbste des Lebens, regia di Fern Andra (1918)
- Mitternacht, regia di Ewald André Dupont (1918)
- Diario di una donna perduta (Das Tagebuch einer Verlorenen), regia di Richard Oswald (1918)
- Es werde Licht! 4. Teil: Sündige Mütter, regia di Richard Oswald (1918)
- Die Filmkathi, regia di Franz Eckstein e Rosa Porten (1918)
- La ragazza del balletto (Das Mädel vom Ballett), regia di Ernst Lubitsch (1918)
- Um Krone und Peitsche, regia di Fern Andra e Georg Bluen (1919)
- The Last Payment, regia di Georg Jacoby (1919)
- Die Liebschaften der Kaethe Keller, regia di Carl Froelich (1919)
- Die Prostitution, 1. Teil - Das gelbe Haus, regia di Richard Oswald (1919)
- Die Reise um die Erde in 80 Tagen, regia di Richard Oswald (1919)
- Der oder der?, regia di Fritz Bernhardt (1919)
- Anders als die Andern, regia di Richard Oswald (1919)
- Die Apachen, regia di Ewald André Dupont (1919)
- Heddas Rache, regia di Jaap Speyer (1919)
- Seelenverkäufer, regia di Carl Boese (1919)
- Blondes Gift, regia di Hubert Moest (1919)
- Die Prostitution, 2. Teil - Die sich verkaufen, regia di Richard Oswald (1919)
- Madame DuBarry
- Wahnsinn, regia di Conrad Veidt (1919)
- Seine Beichte (Bekenntnisse eines Lebemannes), regia di Hubert Moest (1919)
- Ut mine stromtid, regia di Hubert Moest (1919)
- Die schwarze Marion, regia di Uwe Jens Krafft (1919)
- Die Pflicht zu leben, regia di Carl Wilhelm (1919)
- Der Teufel und die Madonna, regia di Carl Boese (1919)
- Un affare misterioso (Unheimliche Geschichten), regia di Richard Oswald (1919)
- Lillis Ehe
- Lilli
- Liebe, regia di Manfred Noa (1919)
- Was den Männern gefällt, regia di Albert Lastmann (1919)
- Die Rose des Fliegers, regia di Kurt Rothe (1919)
- Die Peruanerin, regia di Alfred Halm (1919)
- Das Mädchen und die Männer, regia di Manfred Noa (1919)
- Das Geheimnis des Amerika-Docks, regia di Ewald André Dupont (1919)
- Cagliostro (Der Graf von Cagliostro), regia di Reinhold Schünzel (1920)
- Nachtgestalten, regia di Richard Oswald (1920)
- Tänzerin Tod, regia di Siegfried Philippi (1920)
- Maria Magdalene
- Die Tänzerin Barberina, regia di Carl Boese (1920)
- Das Mädchen aus der Ackerstraße - 1. Teil, regia di Reinhold Schünzel (1920)
- Der Gefangene, regia di Carl Heinz Wolff (1920)
- Drei Nächte, regia di Carl Boese (1920)
- Die Banditen von Asnières, regia di Karl Mueller-Hagens (1920)
- Moriturus, regia di Carl Hagen (come Carl Müller-Hagen) (1920)
- Katharina die Große, regia di Reinhold Schünzel (1920)
- Das Chamäleon, regia di Carl Hagen (come Carl Müller-Hagen) (1920)
- Weltbrand, regia di Urban Gad (1920)
- Die letzte Stunde, regia di Dimitri Buchowetzki (1921)
- Der Roman eines Dienstmädchens, regia di Reinhold Schünzel (1921)
- Lady Hamilton, regia di Richard Oswald (1921)
- Das Geld auf der Strasse, regia di Reinhold Schünzel (1922)
- Geld auf der Straße, regia di Reinhold Schünzel (1922)
- Luise Millerin, regia di Carl Froelich (1922)
- Bigamie, regia di Rudolf Walther-Fein (1922)
- Das Liebesnest 1, regia di Rudolf Walther-Fein (1922)
- Die drei Marien und der Herr von Marana, regia di Reinhold Schünzel (1923)
- Der Schatz der Gesine Jakobsen, regia di Rudolf Walther-Fein (1923)
- Der Menschenfeind, regia di Rudolf Walther-Fein (1923)
- Alles für Geld, regia di Reinhold Schünzel (1923)
- Der Pantoffelheld, regia di Reinhold Schünzel (1923)
- Neuland, regia di Hans Behrendt (1924)
- Die Schmetterlingsschlacht, regia di Franz Eckstein (1924)
- Ein Weihnachtsfilm für Große, regia di Paul Heidemann (1924)
- Lumpen und Seide, regia di Richard Oswald (1925)
- Die Kleine aus der Konfektion, regia di Wolfgang Neff (come Maurice Turner) (1925)
- Heiratsschwindler, regia di Carl Boese (1925)
- Der Flug um den Erdball, 1. Teil - Paris bis Ceylon
- Die Blumenfrau vom Potsdamer Platz
- Der Flug um den Erdball, 2. Teil - Indien, Europa
- Der Hahn im Korb
- Sündenbabel
- Zwischen zwei Frauen
- Der Stolz der Kompagnie, regia di Georg Jacoby (1926)
- Fünf-Uhr-Tee in der Ackerstraße
- Der dumme August des Zirkus Romanelli
- In der Heimat, da gibt's ein Wiedersehn!
- Der Juxbaron, regia di Willi Wolff (1927)
- Halloh - Caesar!
- Der Himmel auf Erden, regia di Alfred Schirokauer e Reinhold Schünzel (1927)
- Üb' immer Treu' und Redlichkeit
- Gesetze der Liebe
- Gustav Mond, Du gehst so stille
- Herkules Maier
- Don Juan in der Mädchenschule
- Adam und Eva, regia di Rudolf Biebrach (1928)
- Aus dem Tagebuch eines Junggesellen
- Peter der Matrose, regia di Reinhold Schünzel (1929)
- Kolonne X
- Liebe im Ring, regia di Reinhold Schünzel (1930)
- 1914, die letzten Tage vor dem Weltbrand
- L'opera da tre soldi (Die 3groschenoper), regia di Georg Wilhelm Pabst (1931)
- Sua altezza comanda
- Der Ball
- Anche i boia muoiono (Hangmen Also Die!), regia di Fritz Lang (1943)
- Sacrificio supremo
- Hostages, regia di Frank Tuttle (1943)
- The Hitler Gang
- The Man in Half Moon Street
- Il castello di Dragonwyck (Dragonwyck), regia di Joseph L. Mankiewicz (1946)
- Notorious - L'amante perduta (Notorious), regia di Alfred Hitchcock (1946)
- Plainsman and the Lady, regia di Joe Kane (Joseph Kane) (1946)
- Amore di zingara (Golden Earrings), regia di Mitchell Leisen (1947)
- Il treno ferma a Berlino (Berlin Express), regia di Jacques Tourneur (1948)
- The Vicious Circle
- Washington Story
- Meines Vaters Pferde, 1. Teil: Lena und Nicoline
- Meines Vaters Pferde, 2. Teil: Seine dritte Frau
- Eine Liebesgeschichte

### Regista
- Cagliostro (Der Graf von Cagliostro) (1920)
- Maria Magdalene
- Das Mädchen aus der Ackerstraße - 1. Teil
- Katharina die Große
- Der Roman eines Dienstmädchens (1921)
- Betrüger des Volkes
- Das Geld auf der Strasse
- Geld auf der Straße (1922)
- Le tre Marie di don Giovanni di Marana (Die drei Marien und der Herr von Marana) (1923)
- Adam und Eva, co-regia di Friedrich Porges (1923)
- Il dio dell'oro (Alles für Geld) (1923)
- Il marito in gonnella (Der Pantoffelheld) (1923)
- Windstärke 9. Die Geschichte einer reichen Erbin
- Una moglie per 24 ore (Die Frau für 24 Stunden) (1925)
- In der Heimat, da gibt's ein Wiedersehn!
- lloh - Caesar!
- Der Himmel auf Erden, co-regia Alfred Schirokauer (1927)
- Üb' immer Treu' und Redlichkeit
- Gustav Mond, Du gehst so stille (1928)
- Don Juan in der Mädchenschule (1928)
- Peter der Matrose (1929)
- Kolonne X
- Il fantasma della felicità (Phantome des Glücks) (1930)
- Liebe im Ring (1930)
- La scappatella (Der kleine Seitensprung) (1931)
- Ronny (1931)
- Ronny, co-regia di Roger Le Bon (1931)
- L'avventura felice (Das schöne Abenteuer) (1932)
- Wie sag' ich's meinem Mann? (1932)
- La Belle Aventure, co-regia di Roger Le Bon (1932)
- Le Petit Écart
- Idylle au Caire, co-regia Claude Heymann (1933)
- Saison in Kairo (1933)
- Vittorio e Vittoria (Viktor und Viktoria) (1933)
- Georges et Georgette
- La tabacchiera della generalessa (Die Töchter ihrer Exzellenz) (1934)
- La Jeune Fille d'une nuit
- Tre donne sono troppe (Die englische Heirat) (1934)
- Anfitrione (Amphitryon - Aus den Wolken kommt das Glück) (1935)
- Les Dieux s'amusent
- Donogoo Tonka
- Donogoo
- Irene (Das Mädchen Irene) (1936)
- Il paese dell'amore (Land der Liebe) (1937)
- Rich Man, Poor Girl
- The Ice Follies of 1939
- Balalaika (1939)
- L'incompiuta
- Die Dubarry co-regia Georg Wildhagen (1951)

### Produttore
- Peter der Matrose, regia di Reinhold Schünzel (1929)

### Sceneggiatore
- Ronny, regia di Reinhold Schünzel (1931)
- Ronny, regia di Roger Le Bon e Reinhold Schünzel (1931)
- Irene (Das Mädchen Irene), regia di Reinhold Schünzel (1936)

### Film o documentari dove appare Reinhold Schünzel
- Rund um die Liebe, regia di Oskar Kalbus - filmati di repertorio (1929)

### Tv (parziale)
- Sanctuary in Paris, episodio della serie tv Actor's Studio (1950)
- Garneau '83, episodio della serie tv Lux Video Theatre (1952)